# حزب اتحادیه قانون اساسی (ایالات متحده آمریکا)

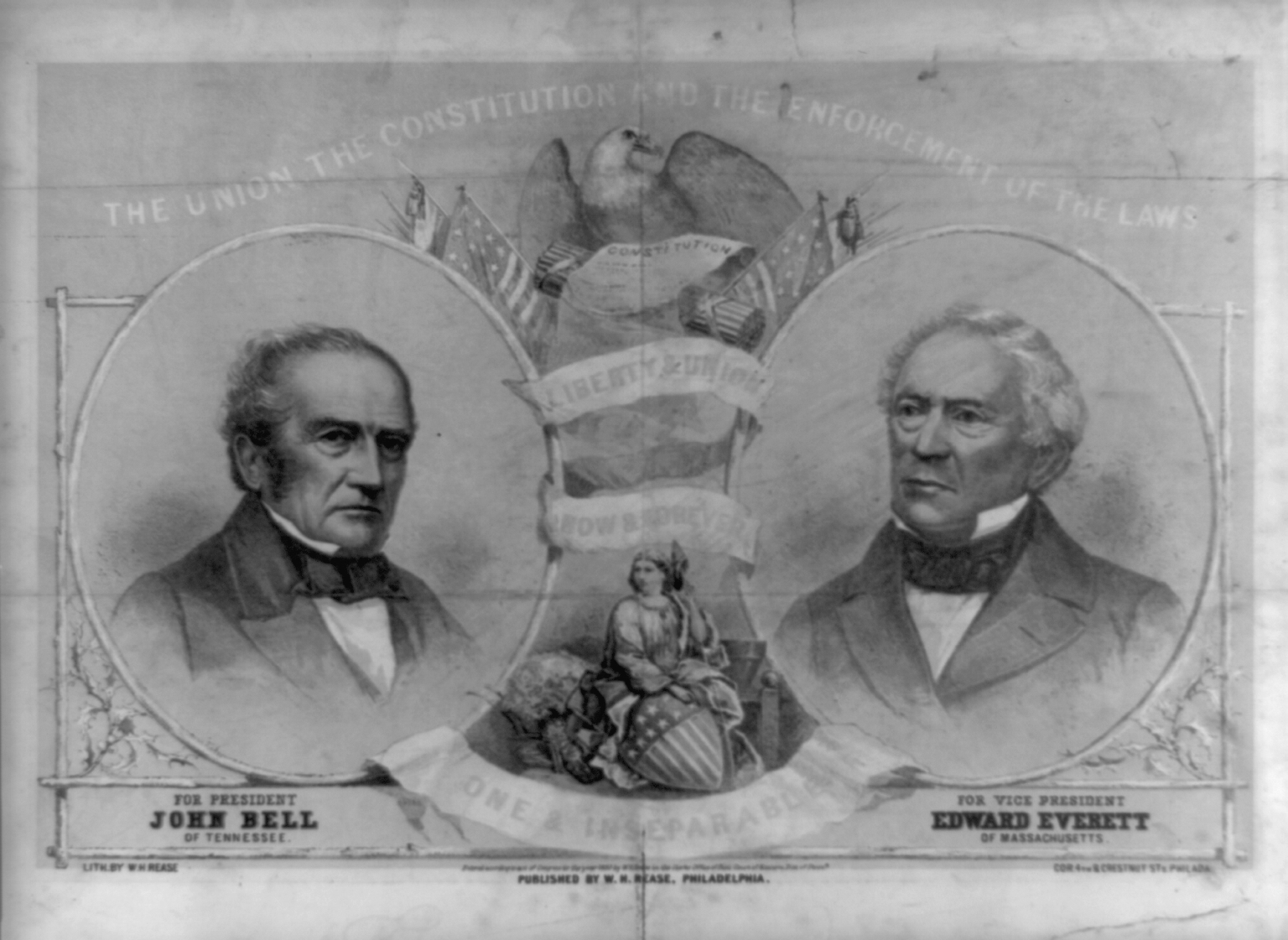
یک پوستر تبلیغاتی اتحادیه قانون اساسی برای انتخابات 1860 که در آن جان بل (سمت چپ) نامزد ریاست جمهوری و ادوارد اورت ، نامزد معاون ریاست جمهوری نشان داده می‌شوند.

حزب اتحادیه قانون اساسی یک حزب سوم در ایالات متحده بود که در طول انتخابات ریاست جمهوری 1860 فعال بود. این گروه متشکل از ویگ‌های محافظه‌کار سابق بود که عمدتاً از ایالت‌های جنوبی آمریکا بودند و می‌خواستند از جدایی‌طلبی بابت مسئله برده داری اجتناب کنند و از پیوستن به حزب جمهوری خواه یا حزب دموکرات خودداری می‌کردند. حزب اتحادیه قانون اساسی بر مبنای پلتفرم سادۀ «به رسمیت شناختن هیچ اصل سیاسی دیگری جز قانون اساسی کشور، اتحادیه ایالت‌ها و اجرای قوانین» به مبارزه می‌پرداخت.